# A Profecia (álbum)
A Profecia é o segundo álbum de estúdio da dupla músical Bonde da Stronda, lançado em 2 de dezembro de 2011 pela gravadora Galerão Records e distribuído pela Radar Records. O álbum tem a participação de Mr. Catra na faixa "KingStar" e de Babí Hainni na faixa "Tudo Pra mim". A Profecia conta um pouco da fase de sua carreira e dificuldades, fala também de seus fãs e é claro também de festas, amor e sexo.
Foram lançadas como singles as faixas "A Profecia", "Tudo pra Mim" e "Esbórnia e Álcool" para divulgação do álbum.

## Fundo
Após o lançamento de seu primeiro álbum de estúdio, Nova Era da Stronda, o grupo lançou um single "Você é um Vicio" com a participação de DH da banda Cine, e também fizeram uma turnê.
Em entrevista a 3PZ Magazine Mr. Thug afirma que, "de 2006 pra 2011 minha cabeça mudou, posso falar, cem porcento. Em 2006, eu queria, gostava da parada entendeu, más eu jamais ia achar que ia dar certo. Eu fazia porque eu gostava e nem pensava em ganhar dinheiro. Hoje eu trabalho com isso, eu gosto, e eu penso muito la na frente. Eu quero isso pra minha vida mesmo e eu vou tentar me especializar o máximo nisso porque eu quero viver disso [...] Agente passou por um processo de amadurecimento, que desdo primeiro que entrou que não tinha noção do que era ainda 'Stronda music', ficou eu e o Léo que agente faz uma parada muito bem acontecer. Uma coisa que eu reparei, agente gravava em base gringa, pegava as batida da internet e gravava, porque agente não tava nem ai, só tinha agente. Hoje jamais agente faria uma parada dessa, porque já tomou um caminho que agente quer ser o mais profissional possível. Hoje tem muita gente que ouve agente, servimos de influencia, isso da mais incentivo." Sobre seu novo disco Léo Stronda fala que, "Agente começou a pesquisar mais sobre a cultura hip hop, sobre o rap. E não tem como, agente se identifica com o rap gringo e agente trouce isso pro Brasil mesmo e vamos demonstrar isso nesse CD novo."
As gravações de A Profecia iniciaram-se no começo de 2011, o primeiro teaser do disco disco foi lançado em 15 de março de 2011. Foram postados mais sete teasers sobre o álbum, demonstravam as gravações e revelando pequenos segundos de algumas músicas. O último teaser foi lançado em 14 de abril de 2011. Finalizando as gravações do disco, foi logo lançado no dia 3 de maio um Trailer sobre A Profecia, anunciando também uma suposta data lançamento para o dia 12 de junho do ano. A data de lançamento do álbum foi remarcada várias vezes ate então ser lançado oficialmente no dia 2 de dezembro de 2011 pela Galerão Records e distribuído pela Radar Records. As venda do disco nos sites de vendas online foram esgotadas em menos de 5 minutos após o lançamento.
Para promoção do álbum, Bonde da Stronda anunciou uma nova turnê a partir de janeiro até agosto de 2012, começando em São Paulo e passando por várias cidades pelo Brasil inteiro. A apresentação de estreia ocorreu no dia 22 de janeiro no Shopping M, em Sorocaba. O set do concerto contou com o repertório do disco A Profecia, incluindo os destaques favoritos para "Nossa Química", "Tic Tic Nervoso", e "Mansão Thug Stronda", sucessos anteriores da dupla.

## Faixas
As faixas do álbum convém de 15 músicas e uma faixa de introdução, todas as canções foram escritas e compostas por Mr. Thug.
| N.º            | Título                             | Duração |  |
| 1.             | "Intro (A Profecia)"               | 1:54    |  |
| 2.             | "É Nós Família"                    | 5:26    |  |
| 3.             | "Esbórnia e Álcool"                | 3:59    |  |
| 4.             | "KingStar (feat. Mr. Catra)"       | 5:20    |  |
| 5.             | "Paixão"                           | 5:11    |  |
| 6.             | "Minha da Cabeça aos Pés"          | 3:13    |  |
| 7.             | "A Profecia"                       | 5:35    |  |
| 8.             | "Minha Voz, Minha Vida"            | 6:07    |  |
| 9.             | "Garotas"                          | 4:38    |  |
| 10.            | "O Bagulho é muito Louco"          | 3:31    |  |
| 11.            | "Fanfarrão"                        | 3:31    |  |
| 12.            | "Encaixe Perfeito"                 | 4:01    |  |
| 13.            | "Somos a Tropa"                    | 4:34    |  |
| 14.            | "Tudo pra mim (feat. Babí Hainni)" | 3:38    |  |
| 15.            | "Uzamigo"                          | 3:52    |  |
| 16.            | "Cashman"                          | 4:38    |  |
| Duração total: | Duração total:                     | 1:09:16 |  |

## Videoclipes
A Profecia traz dois videoclipes ambos produzidos por Galerão Filmes, o primeiro é Tudo para Mim, com a participação de Babí Hainni, foi lançado em 8 de fevereiro de 2011 sendo dirigido por Raph Richter e Tiago Cortezi. O segundo clipe é Esbórnia e Álcool, dirigido por Tiago Cortezi, sendo lançado no dia 25 de outubro de 2011.
| Ano  | Canção            | Informações |
| ---- | ----------------- | --- |
| 2011 | Tudo para Mim     | - Álbum: A Profecia - Lançamento: 8 de fevereiro de 2011 - Participação: Babí Hainni - Produção: Galerão Filmes - Direção: Ralph Richter e Tiago Cortezi |
| 2011 | Esbórnia e Álcool | - Álbum: Single - Lançamento: 25 de outubro de 2011 - Produção: Galerão Filmes - Direção: Tiago Cortezi                                                  |

## Créditos

### Músicas
| Bonde da Stronda - Mr. Thug – Vocal, composição geral - Léo Stronda – vocal, composição, baixo | Músicos adicionais e participações - Babí Hainni – Vocal, composição em Tudo para mim - Mr. Catra – Vocal em KingStar |

## Histórico de lançamento
| Região         | Data                  | Gravadora     | Formato              | Catálogo      | Ref    |
| -------------- | --------------------- | ------------- | -------------------- | ------------- | ------ |
| Brasil         | 2 de dezembro de 2011 | Radar Records | CD, Download digital | 7899340702575 | [ 12 ] |
| Estados Unidos | 2 de dezembro de 2011 | Radar Records | CD, Download digital | B00B73T4L0    | [ 13 ] |